# Ражнівська сільська рада
Ражнівська сільська рада — орган місцевого самоврядування у Бродівському районі Львівської області з адміністративним центром у селі Ражнів.

## Розташування
Ражнівська сільська рада розташована в східній частині Львівської області, в західному напрямі від районного центру міста Броди.

## Загальні відомості
Ражнівська сільська рада утворенна в 1994 року. Населення — 644 особи.
Загальна територія Ражнівської сільської ради — 5979,9 га.

## Населені пункти
Сільській раді підпорядковані 5 населених пунктів.
| № | Назва населеного пункту | Населення | Площа, км² | Густота населення | Дата заснування |
| - | ----------------------- | --------- | ---------- | ----------------- | --------------- |
| 1 | с. Ражнів               | 477       | 2,121      | 224,89            | 1594            |
| 2 | с. Велин                | 78        | 0,351      | 222,22            | 600             |
| 3 | с. Вовковатиця          | 107       | 0,397      | 269,52            | 600             |
| 4 | с. Мамчурі              | 11        | 0,07       | 157,14            | 600             |
| 5 | с. Руда-Брідська        | 98        | 0,616      | 159,09            | 600             |

## Склад ради
Рада складається з 12 депутатів та голови.

### Керівний склад ради
| ПІБ                      | Основні відомості                                          | Дата обрання | Дата звільнення |
| ------------------------ | ---------------------------------------------------------- | ------------ | --------------- |
| Кісь Ярослава Миколаївна | Сільський голова, 1952 р.н., освіта вища, ВО «Батьківщина» | 26.03.2006   | 31.10.2010      |
| Кісь Ярослава Миколаївна | Сільський голова, 1952 р.н., освіта вища, ВО «Батьківщина» | 31.10.2010   |                 |

Примітка: таблиця складена за даними джерела